# Louise Abbéma

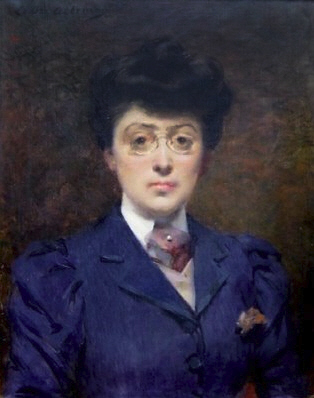
Louise Abbéma
Autoritratto, 1895

Louise Abbéma (Étampes, 30 ottobre 1853 – Parigi, 10 luglio 1927) è stata una pittrice francese.

## Biografia
Pittrice "accademica" della Belle Époque, fu allieva di Charles Chaplin, Jean-Jacques Henner e di Carolus-Duran. Divenne famosa assai presto, ventiduenne, per aver ritratto Sarah Bernhardt, sua compagna. In seguito espose le sue opere regolarmente al Salon des artistes français sino al 1926. Nel 1881 ricevette dal "Salone" una Menzione d'onore e fu altresì decorata con la Legion d'Honneur nel 1906.
Lavorò anche per diverse riviste d'arte e illustrò Il Mare di René Maizeroy. All'inizio del nuovo secolo iniziò a frequentare il salotto di Madame Lemaire dove conobbe l'eccentrico dandy Robert de Montesquiou con il quale, forse, tentò di avere una relazione, nonostante avesse la fama di non nutrire particolare interesse per gli uomini e di essere una convinta femminista.
È soprattutto nota per i suoi ritratti di dame dell'alta società. Il suo stile è del tutto convenzionale, ma assai piacevole e pacato. Louise Abbéma, peraltro, sembra non aver mai preso in considerazione nessuna delle grandi correnti innovatrici che caratterizzarono la sua epoca e che furono invece il fondamento dell'arte contemporanea. Morì a Parigi nel 1927, all'età di 74 anni ed è sepolta nel Cimitero di Montparnasse.

## Alcune opere
- Ritratto di Sarah Bernhardt (1876)
- Ritratto di Ferdinand de Lesseps
- Ritratto di Jeanne Samary (1880) (famosa attrice della "Comédie-Française" ritratta spesso da Renoir).
- Ritratto di Carolus-Duran
- Ritratto di Dom Pedro
- Ritratto di Charles Garnier
- Le stagioni (1883)
- Mattino d'aprile
- Nei fiori
- Flora

## Galleria d'immagini

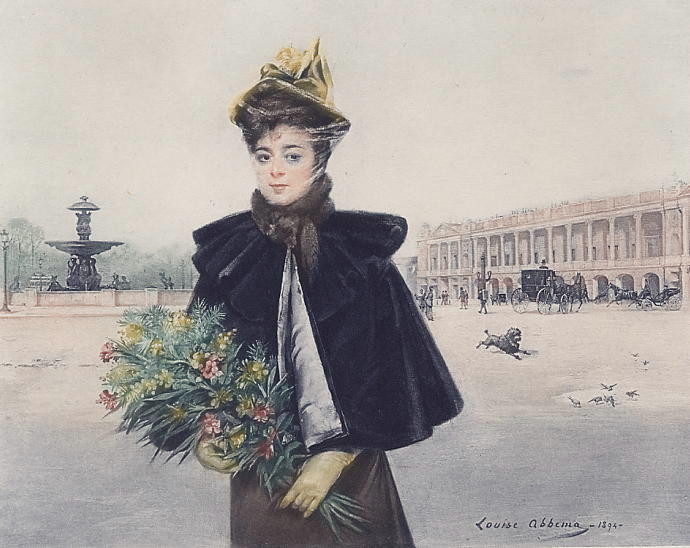
Mattino d'aprile, Place de la Concorde, Parigi. 1894
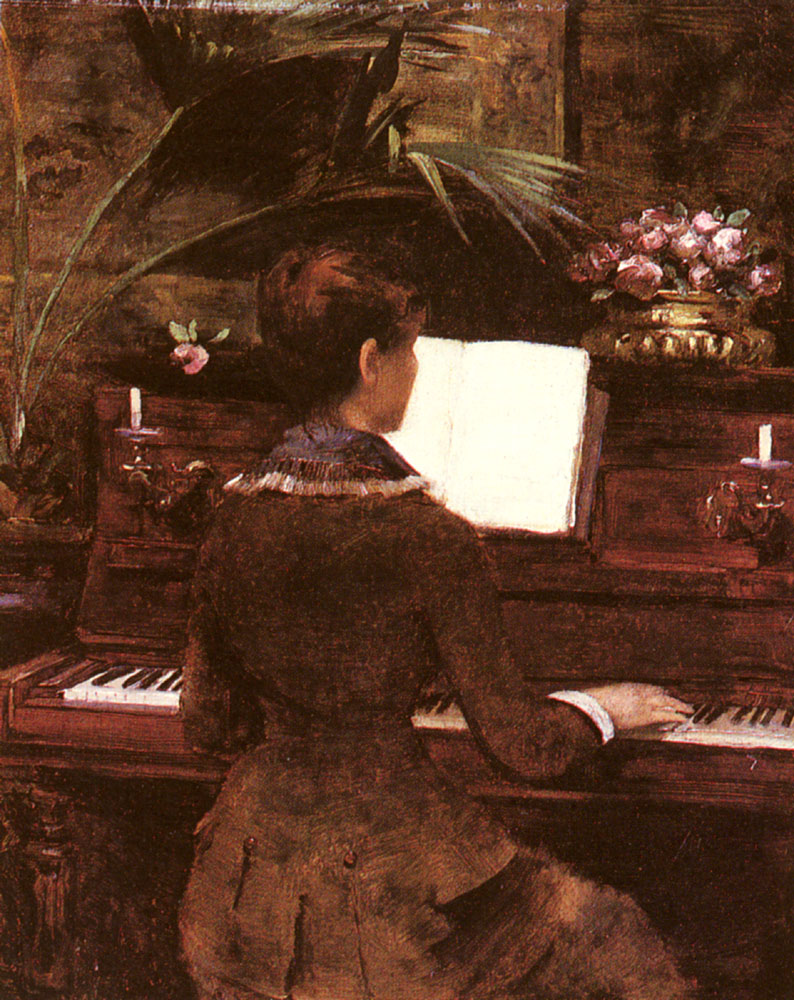
Al piano. 1880
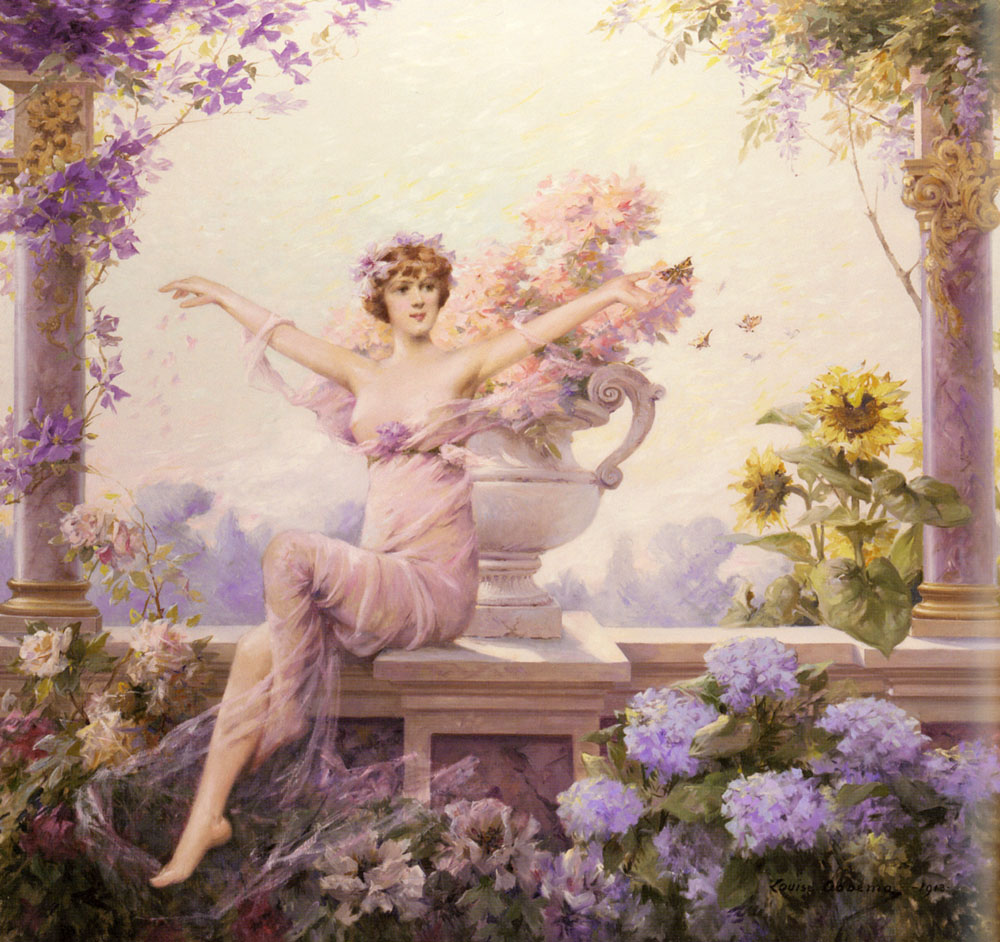
Flora. 1913
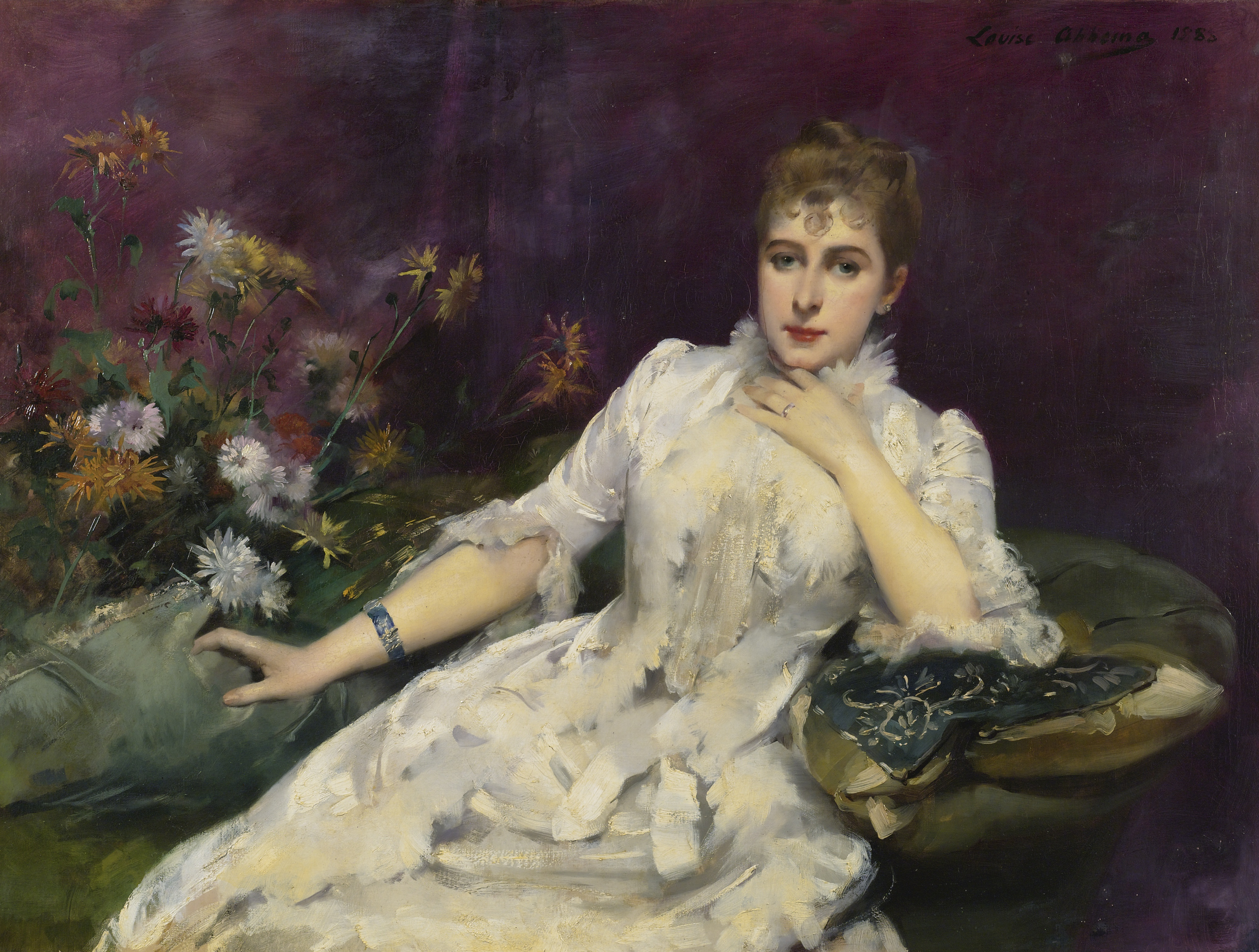
Signora con i fiori. 1883
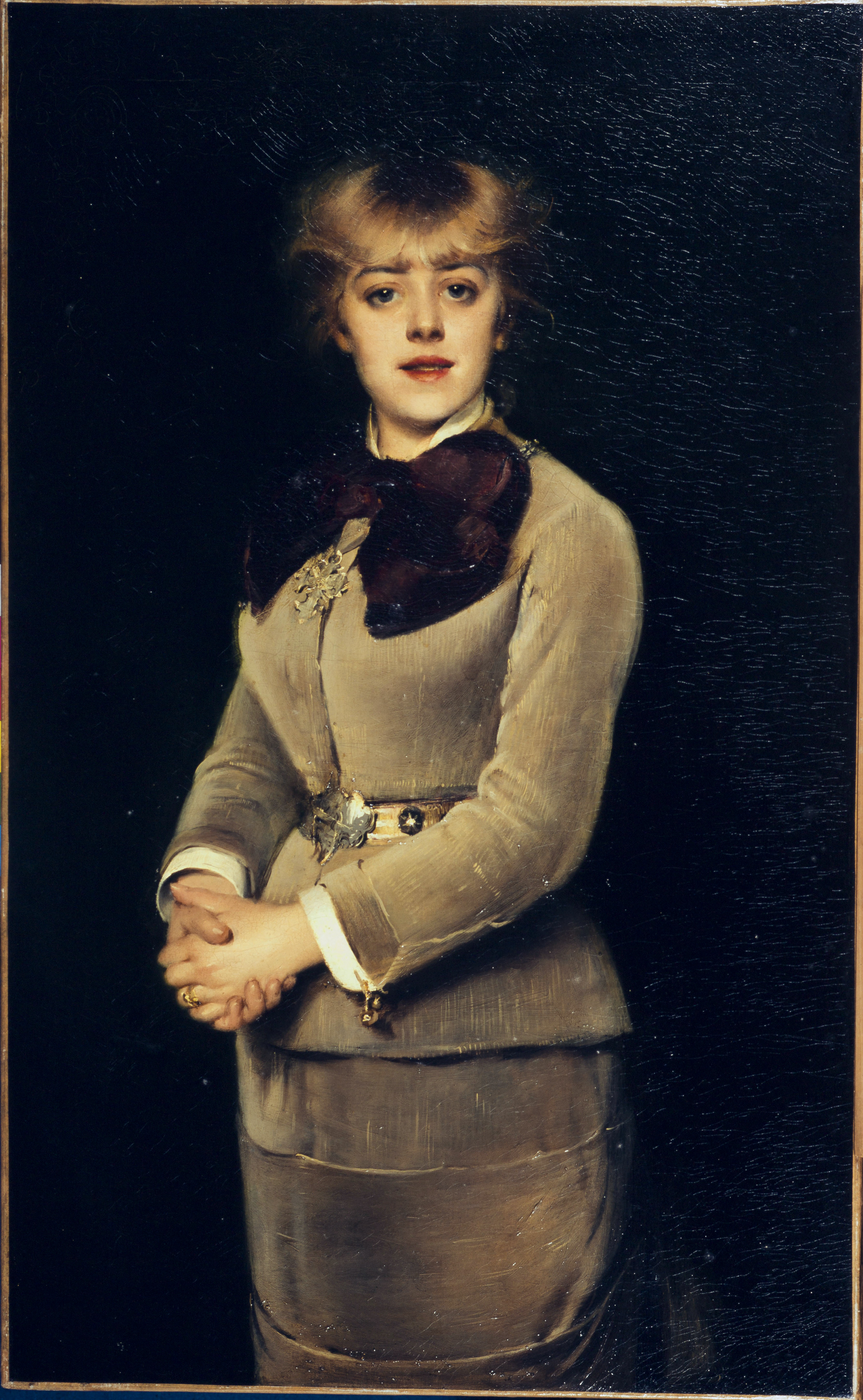
Ritratto di Jeanne Samary, 1880
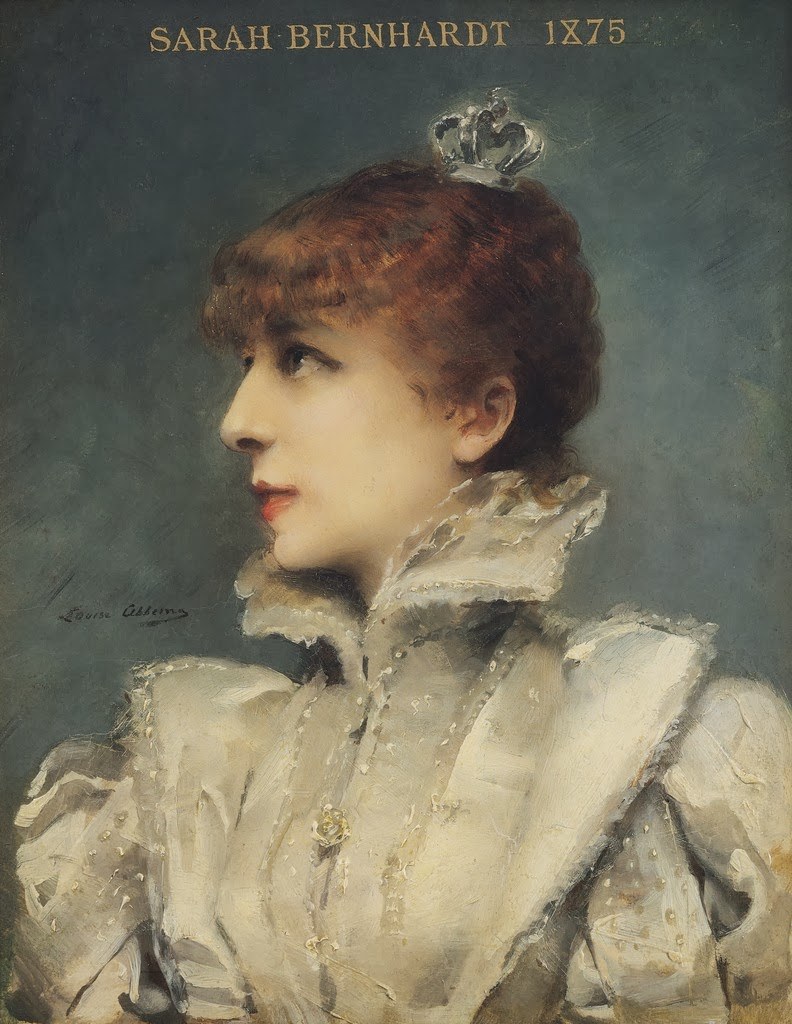
Ritratto di Sarah Bernhardt 1875